# Eleven (single álbum)
Eleven é o single álbum de estreia do girl group sul-coreano Ive. Foi lançado em 1 de dezembro de 2021 pela Starship Entertainment e distribuído pela Kakao Entertainment. O álbum contém duas canções, o single "Eleven" e "Take It".

## Antecedentes e lançamento
Em 2 de novembro, a Starship Entertainment anunciou que estaria estreando um novo girl group, pela primeira vez desde WJSN em 2016. As membros foram reveladas de 3 a 8 de novembro (na ordem: Yujin, Gaeul, Wonyoung, Liz, Rei, e Leeseo). Em 8 de novembro, Starship revelou que o grupo estrearia em 1 de dezembro. Em 11 de novembro, o cronograma de promoção do grupo foi divulgado, com sua data de estreia marcada para 1 de dezembro. Em 1 de dezembro, o grupo lançou seu primeiro single álbum, Eleven, liderado pelo single de mesmo nome. Foi feita uma apresentação no seu lançamento, transmitida no canal oficial do grupo.

## Composição
"Eleven" é uma canção dance-pop energética e rítmica repleta de diversas variações de acompanhamento que expressam o amor de uma garota, tendo seus corações cheios de fantasia e cores. A canção 'Take It' é uma combinação de EDM e trap refletindo a sensibilidade latina, ela não contém apenas o charme da corrida, mas também letras impressionantes do ponto de vista de um gato.

## Promoção
O grupo fez sua estreka na televisão no programa musical sul-coreano Music Bank da KBS2 em 3 de dezembro, onde elas apresentaram "Eleven". Mais tarde, elas se apresentaram nos programas musicais Inkigayo, M Countdown, Show! Music Core, Show Champion e The Show por duas semanas de promoção.

## Desempenho comercial
O single álbum estreou no número três na Gaon Album Chart sul-coreano na semana que terminou em 4 de dezembro de 2021. O álbum caiu para o número quatro na semana seguinte e permaneceu na posição por duas semanas consecutivas. Na semana seguinte, o álbum saltou três posições para o número um, tornando-se o primeiro álbum do grupo no topo das paradas em seu país de origem. O álbum vendeu 268.396 cópias em dezembro, estreando no número 3 na parada mensal de álbuns. Com menos de um mês de rastreamento, o álbum se tornou o 49º álbum mais vendido no país e o décimo álbum mais vendido de uma artista ou grupo feminino no país em 2021.

### Tabelas semanais
| Tabela musical (2021) | Melhor posição |
| --------------------- | -------------- |
| Coreia do Sul (Gaon)  | 1              |

| Tabela musical (2021) | Melhor posição |
| --------------------- | -------------- |
| Coreia do Sul (Gaon)  | 3              |

| Tabela musical (2021) | Melhor posição |
| --------------------- | -------------- |
| Coreia do Sul (Gaon)  | 49             |

### Certificações e vendas
| Região                                                | Certificação | Unidades certificadas/vendas |
| ----------------------------------------------------- | ------------ | ---------------------------- |
| Coreia do Sul (KMCA)                                  | Platina      | 250,000^                     |
| ^Números de remessas baseadas apenas na certificação. |              |                              |

## Lista de faixas
| Lista de faixas de Eleven |                |                |                                            |                            |         |  |
| N.º                       | Título         | Letras         | Música                                     | Arranjo                    | Duração |  |
| 1.                        | "Eleven"       | Seo Ji-eum     | Peter Rycroft Lauren Aquilina Ryan S. Jhun | Lostboy Ryan S. Jhun Alawn | 2:58    |  |
| 2.                        | "Take It"      | Lee Su-ran     | Daniel Kim Jeremy G Willie                 | Willie                     | 3:25    |  |
| Duração total:            | Duração total: | Duração total: | Duração total:                             | Duração total:             | 6:23    |  |

## Histórico de lançamento
| Região        | Data                  | Formato                       | Gravadora                                  |
| ------------- | --------------------- | ----------------------------- | ------------------------------------------ |
| Coreia do Sul | 1 de dezembro de 2021 | CD download digital streaming | Starship Entertainment Kakao Entertainment |
| Várias        | 1 de dezembro de 2021 | Download digital streaming    | Starship Entertainment Kakao Entertainment |